# 樓心潼
樓心潼（1986年3月2日—），曾用名樓庭岑 ，臺灣女演員，為前女子歌唱團體Gia成員，國立臺灣藝術大學戲劇學系畢業。2007年7月21日參加中視《我猜我猜我猜猜猜》超捲翹！！娃娃眼美女－2號美女，希望另一半得「孝順、體貼」。

## 電視劇
| 年份   | 頻道       | 劇名                                 | 角色   |
| 2009年 | 華視       | 《魔女18號》                         | 王小姐 |
| 2011年 | 華視       | 《艋舺燿輝》                         | 蔡秋霞 |
| 2011年 | 民視       | 《新兵日記之特戰英雄》               | 林蕾芳 |
| 2011年 | 民視       | 《父與子》                           | 趙佳佳 |
| 2012年 | 民視       | 《廉政英雄－第十一單元：殺手疑雲》   | 廖婉茹 |
| 2013年 | 大愛電視台 | 《無敵老爸》                         | 廖淑芬 |
| 2013年 | 民視       | 《風水世家》                         | 高雅雯 |
| 2013年 | 民視       | 《廉政英雄－第二十二單元：決戰時刻》 | 李邵潔 |
| 2013年 | 民視       | 《愛情ATM》                          | 鄭欣芸 |
| 2013年 | 衛視中文台 | 《幸福街第3號出口》                  | 楊心蔓 |
| 2014年 | 大愛電視台 | 《紅塵驛站》                         | 沈安安 |
| 2014年 | 民視       | 《龍飛鳳舞》                         | 杜秋萍 |
| 2014年 | 大愛電視台 | 《河畔卿卿》                         | 吳纖纖 |
| 2015年 | 民視       | 《星座愛情水瓶女》                   | 楊伊雪 |
| 2016年 | 民視       | 《春花望露》                         | 丁小美 |
| 2016年 | 民視       | 《阿不拉的三個女人》                 | 鴫澤宮 |
| 2017年 | 民視       | 《幸福來了》                         | 高文琪 |
| 2019年 | TVBS歡樂台 | 《女兵日記女力報到》                 | 巴韻雯 |
| 2020年 | 大愛電視台 | 《人生算什麼》                       | 高麗娜 |
| 2021年 | 公視       | 《白日夢外送王》                     | 點餐人 |

## 電影
| 年 份  | 片 名                      | 飾 演 | 導 演  |
| 2023年 | 《我的婆婆怎麼把OO搞丟了》 | 副導  | 鄧安寧 |

## 歌仔戲
- 唐美雲歌仔戲－菩提禪心《高僧傳－元曉大師》
- 唐美雲歌仔戲－《千年渡－白蛇》
- 唐美雲歌仔戲－菩提禪心《高僧傳－行基菩薩》
- 唐美雲歌仔戲－《孟婆客棧》 （民視）飾演 黑捕快

### 微電影
- 2015年 司法院人民參與審判微電影《裁量之間》飾演 林欣妤

## 主持
- 民視與日本TBS合作 [4]－『日本天南地北遊』
- 中天娛樂台－『碰碰發財星』（搭檔 徐乃麟、璟宣）
- 狼谷競技台－『GAME什麼東西』

## MV專輯
| 發行年份 | 合唱歌曲                            | 對唱歌手                                                | 專輯名稱       | 唱片公司 |
| 2006年   | Demo代表我的心                      | 方少庭 左光平 張芷榕 張涵雅 戴立威 盧學叡 黃家琳 蘇依俐 | DEMO代表我的心 | 環球國際 |
| 2006年   | 就是愛                              | 方少庭 左光平 張芷榕 張涵雅 戴立威 盧學叡 黃家琳 蘇依俐 | DEMO代表我的心 | 環球國際 |
| 2006年   | 別聽他們說                          | 黃家琳 蘇依俐                                           | DEMO代表我的心 | 環球國際 |
| 2010年   | 樂活小姐 （页面存档备份，存于）     | GIA                                                     | 迷你專輯       | 種子音樂 |
| 2010年   | 別再說不寂寞 （页面存档备份，存于） | GIA                                                     | 迷你專輯       | 種子音樂 |
| 2010年   | 夢想家 （页面存档备份，存于）       | GIA                                                     | 迷你專輯       | 種子音樂 |
| 2015年   | 袂凍愛的人 （页面存档备份，存于）   | 蔡佳麟                                                  | 飛仔麟         | 時代創藝 |
| 2017年   | 選擇 （页面存档备份，存于）         | 曾瑋中                                                  | 紅塵來來去去   | 時代創藝 |

## 代言
2012年為「窈窕佳人美容美體spa館」宣傳大使

## 節目
| 播出頻道   | 節目名稱             |
| 中視       | 《我猜我猜我猜猜猜》 |
| 華視       | 《天才衝衝衝》       |
| 民視無線台 | 《台灣那麼旺》       |
| 民視無線台 | 《綜藝大集合》       |
| 民視無線台 | 《美鳳有約》         |
| 民視無線台 | 《舞力全開》         |
| 中視       | 《飢餓遊戲》         |
| 中天娛樂台 | 《天天樂財神》       |
| 中天娛樂台 | 《真的？假的》       |
| 華視       | 《黃金年代》         |
| 東風衛視   | 《挑戰吧！大神》     |

## 外部連結
- 樓心潼 樓樓的Facebook專頁
- 心潼 樓的Instagram帳戶
- 樓心潼的新浪微博
- 樓心潼在互联网电影资料库（IMDb）上的資料（英文）